# Thomas Kröger (Architekt)
Thomas Kröger (* 19??) ist ein deutscher Architekt und Hochschullehrer.

## Leben
Thomas Kröger studierte an der Hochschule der Künste Berlin, bei Alfred Grazioli und Adolf Krischanitz, und arbeitete bei Norman Foster in London und Max Dudler in Berlin. 2001 gründete er sein Architekturbüro in Berlin-Schöneberg. Er ist Mitglied im BDA. Kröger lehrte an der Northeastern University in Boston im Rahmen des Berliner Studienprogramms (2011–2013), an der Hochschule für Technik Stuttgart und seit 2019 an der Kunstakademie Düsseldorf. Er wurde 2016 als Gastkritiker von Uta Graff an die TU München eingeladen.

## Bauten
- Ende 2000er Jahre: Sanierung und Umbau des Wohn- und Atelierhauses Schwippert / Haus Hornemann, Düsseldorf-Golzheim
- 2011: Umbau und Renovierung des Thermoelektrischen Kraftwerks Massarelos in Porto, Portugal
- 2012: Schwarzes Haus in Pinnow (Uckermark) (Häuser des Jahres 2014, BDA-Preis Brandenburg 2012)[2] Lage
- 2013: Wohn- und Werkhaus Schütze in Gerswalde, Uckermark (Erster Preis Häuser des Jahres 2014)[3] Lage
- 2013: Umbau Landhaus P. von 1929/30 in Berlin-Grunewald[4] Lage
- 2014: Restaurant Pasta Maria in den Potsdamer Platz Arkaden Lage
- 2014: Umbau einer Tenne zum Wohnhaus in Fergitz, Uckermark[5] Lage
- 2015: Umbau einer ehemaligen Wannenfabrik in Berlin-Treptow Lage
- 2016: Mehrfamilienwohnhaus in München, Isarvorstadt[6]
- 2016–2021: Revitalisierung Geschäfts- und Bürokomplex Schönhauser Allee 8 in Berlin-Prenzlauer Berg[7] Lage
- 2017: Pavillon in Pinnow Lage
- 2017: Haus am Deich in Ostfriesland (Erster Preis Häuser des Jahres 2018)[8]
- 2019: Mehrfamilienwohnhaus in Berlin-Prenzlauer Berg, Choriner Strasse[9] Lage
- 2021: Mehrgenerationenhaus am Lubowsee, Landkreis Oberhavel[10] Lage
- 2021–2024: Stadtteilschule in Hamburg-Kirchwerder (mit Roswag Architekten) Lage
- 2022: Haus in den Söllen bei Blankensee/Uckermark[11] Lage
- 2023: Heimschule Osterhof[12] Lage

## Auszeichnungen und Preise
- Taut-Preis für Diplomarbeit
- 2014: 1. Preis – Häuser des Jahres für Werkhaus, Uckermark
- 2014: Auszeichnung – Gestaltungspreis der Wüstenrot Stiftung für Erweiterung und Umbau des Werkhaus Schütze, Gerswalde* 2018: 1. Preis – Häuser des Jahres für Haus am Deich, Ostfriesland